# Герюшенко, Иван Васильевич
Иван Васильевич Герюшенко (20 августа 1929, Большая Джалга, Северо-Кавказский край — 10 июля 1986) — чабан, Герой Социалистического Труда (1973). Заслуженный животновод Калмыцкой АССР. Депутат Верховного Совета Калмыцкой АССР.

## Биография
Родился в 20 августа 1929 года в селе Большая Джалга Ипатовского района Ставропольского края. В 1941 году вступил в колхоз «Вторая пятилетка» Ипатовского района Ставропольского края. Трудился на различных работах. После войны переехал в Калмыкию. В 1960 году был назначен старшим чабаном колхоза «Победа» Яшалтинского района Калмыцкой АССР.
За высокие достижения в трудовой деятельности был награждён в 1966 году Орденом Ленина. В 1973 году вырастил по 141 ягнят от каждой сотни овцематок. За достижения в животноводстве был удостоен в 1973 году звания Героя Социалистического Труда.
Избирался депутатом Верховного Совета Калмыцкой АССР.

## Память
- В Элисте на Аллее героев установлен барельеф Ивана Герюшенко.

## Награды
- Орден Ленина (1966);
- Герой Социалистического Труда — указом Президиума Верховного Совета СССР от 6 сентября 1973 года;
- Орден Ленина (1973);